# Raffaele Storti
Raffaele Costa Storti (Lisbona, 19 dicembre 2000) è un rugbista a 15 portoghese, tre quarti ala dello Stade français.

## Biografia
Nato a Lisbona da madre portoghese e padre italiano di Urbino, Storti si è formato fin dall'età di 9 anni nella filiera giovanile del Técnico, club della facoltà di ingegneria dell'Università di Lisbona, con il quale esordì a 18 anni in prima divisione nazionale.
Nel 2019 fu ingaggiato in Uruguay dal Peñarol, formazione che si apprestava a disputare la prima edizione della Superlega americana di rugby; l'esperienza oltreoceano tuttavia durò solo l'arco di un incontro perché subito dopo la partenza del torneo sopraggiunse la pandemia di COVID-19 che provocò l'annullamento della stagione.
Tornato in patria al Técnico, con cui vinse il campionato portoghese nel 2020, passò all'accademia dello Stade français l'anno successivo con un contratto triennale; alla fine del suo primo anno di contratto fu mandato in prestito a Béziers in ProD2, piazza nella quale, al suo secondo anno, giunse fino alla semifinale promozione e si impose come miglior realizzatore stagionale di mete con 21 marcature (anche record per singola edizione al pari di Mosese Ratuvou nel 2013-14).
In nazionale debuttò nel novembre 2019 a San Paolo in occasione di un test match contro il Brasile nel quale, nonostante la sconfitta per 24 a 26, iscrisse il proprio nome a referto come marcatore della sua prima meta internazionale; successivamente ha fatto parte della rosa portoghese alla Coppa del Mondo 2023 in Francia.

## Palmarès
- Campionati portoghesi: 1
Técnico: 2019-20